# Парк «Дмитровський»
Парк «Дмитровський» Московський міський парк «Дмитровський» - є частиною природного комплексу «Ангарський ставки», розташованого на півночі столиці, до складу якого входять також парк по Коровинское шоссе і «ВИСХОМ». На території парку располагается яблуневий сад. Район займає площу більше 7 кв. км. На його території проживають близько 88 тис. чоловік.

## Розташування
Дмитровський район розташовується на території Північного адміністративного округу міста Москви. Територія Дмитровського проходить уздовж Короовінського шосе, Іжорської вулиці, смуги отвода МКАД, смуги відведення Свалявського напрямки МЗ, Дмитровського шосе, Бескудіновского бульвару, вулиці 800-річчя Москви. У Дмитрівському районі розташовуються 10 великих промислових підприємств, серед яких ЗАТ «Варяг», ВАТ «Лианозовский електромеханічний завод», ЗАТ «Автотранспортне підприємство «Бекерон» і т. д. Мережа московського метрополітену не охоплює Дмитровський район. Найближчі станції метро «Алтуфьево», «Петро-Разумовська», «Річковий вокзал» знаходяться в декількох кілометрах від кордону территории району. Жителі району мають можливість добре отдохнуть на природі в парках «Дмитровський», а також у природній зоні Ангарський ставки. 

## Історія
У 1930-х роках з перекладом на Дмитрівське шоссе Всесоюзного інституту сільськогосподарського машіностроенія (ВИСХОМ) при ньому організувався радгосп, був утворений плодовий сад і були приведени в порядок ставки на витоку струмка Спірко вражек.  Зараз уздовж Дмитровського парку прокладено пересохшій струмок, обсаджений декоративним кустарніком, по берегах якого бруківкою і асфальтним плитами викладені прогулянкові доріжки. На паркової території росте велика кількість ліственвих дерев, розбиті квітники, для малюків устроєни дитячі містечка, а дорослим відпочити можна в альтанці, розташованій на майданчику для відпочинку. 